# Martin Graschew
Martin Graschew Mladenow (* 14. Januar 1987) ist ein ehemaliger bulgarischer Radrennfahrer.
Martin Graschew gewann 2005 drei Rennen bei der serbischen Juniorenrennserie Trofej Sajamskih Gradova. Bei der Balkan Championship im bulgarischen Kasanlak gewann er im Straßenrennen der Junioren die Bronzemedaille.
Im Jahr 2006 wurde er bei der bulgarischen Meisterschaft Dritter im Straßenrennen der U23-Klasse. 2009 fuhr Graschew für das griechische Continental Team Heraklion-Nessebar. Seine einzigen internationalen Erfolge erzielte er nach dieser Zeit: Er gewann 2011 je eine Etappe der Tour of Szeklerland
und der Tour of Bulgaria sowie 2012 das Eintagesrennen Grand Prix Dobrich II.

## Erfolge
2011
- eine Etappe Tour of Szeklerland
- eine Etappe Tour of Bulgaria

2012
- Grand Prix Dobrich II

## Teams
- 2009 Heraklion-Nessebar